# تنگ هوی-ون
تنگ هوی-ون (انگلیسی: Tang Hui-wen؛ متولد ۲۶ نوامبر ۱۹۷۲) یک تکواندوکار تایوانی است.
او در مسابقات قهرمانی تکواندو جهان ۱۹۹۳ در نیویورک، پس از شکست دادن وون-سون جین در نیمه نهایی و الیزابت دلگادو در بازی نهایی، در کلاس سبک‌وزن (خروس‌وزن) مدال طلا را از آن خود کرد. او در مسابقات تکواندو قهرمانی آسیا در سال ۱۹۹۶ یک مدال طلا بدست آورد و در بازی‌های آسیایی سال ۱۹۹۸ نیز برنده مدال طلا شد.